# Wikipedia staro-cerkiewno-słowiańska
Wikipedia staro-cerkiewno-słowiańska (scs. Словѣньска Википєдїꙗ) – wersja Wikipedii w języku staro-cerkiewno-słowiańskim. Wikipedia ta została otwarta w czerwcu 2006 roku. Do pisania artykułów używana jest wczesna cyrylica (tzw. azbuka). Obecnie na tej Wikipedii jest 5835 stron, w tym 1287 artykułów, 86 110 edycji, 27 439 zarejestrowanych użytkowników, w tym 34 aktywnych użytkowników i 0 plików. Wskaźnik głębokości wynosi 184.

## Historia
- Czerwiec 2006 r. – start
- Marzec 2007 r. – setny artykuł[4]
- 12 stycznia 2009 r. – 337 artykułów, liczba zarejestrowanych uczestników wynosiła 1483, ale aktywność uczestników jest niezwykle niska – tylko 33 aktywnych uczestników
- 2 lutego 2010 r. – 412 artykułów, aktywnych uczestników: 18
- 23 kwietnia 2011 r. – 494 artykułów, aktywnych uczestników:  19
- 24 maja 2011 r. – 500 artykułów[5]
- 1 listopada 2011 r. – zajmowała 231 miejsce z 282 Wikipedii